# Tsimané

Foto del 1913 durante la spedizione di Erland Nordenskiöld

Gli Tsimané, conosciuti anche come Tsimane' o Chimane, sono popoli indigeni nei bassipiani della Bolivia, che vivono nell'area comunale di San Borja, di San Ignacio de Moxos, di Rurrenabaque e di Santa Ana del Yacuma. 
Gli Tsimané sono i principali residenti del Territorio del Consejo T’simane e della Riserva della biosfera e della terra comunitaria dell'origine Pilon Lajas (Reserva de la biosfera y tierra comunitaria de origen Pilón Lajas)
Hanno una economia basata sull'agricoltura sussistenziale, sebbene sia la caccia che la pesca contribuisce significativamente al rifornimento degli insediamenti.
Gli Tsimané che vivono nella riserva sono affiliati con il Consiglio regionale Tsimane Moseten (Consejo Regional Tsimane Moseten) o CRTM.

## Nome
Gli Tsimané sono conosciuti anche come Achumano, Chamano, Chimane, Chimanis, Chimanisa, Chimnisin, Chumano, Nawazi-Moñtji, e popolo Ramano.

## Lingua
Gli Tsimané parlano la Lingua Tsimané, che è una lingua Mosetenan. Nel gruppo delle Mosetenan ci sono anche la Mosetén di Santa Ana e la Mosetén di Covendo. Questo gruppo può essere definito come una piccola famiglia linguistica sebbene a volte possa apparire una sola lingua isolata in quanto alcune delle sue varianti sono mutuamente intellegibili.